# 酒井安行
酒井 安行（さかい やすゆき、1950年9月1日 - ）は、日本の刑事法学者。青山学院大学名誉教授。刑法解釈論、刑事訴訟法、少年法等、広く刑事法学に携わる。国士舘大学法学部教授（1993年-1999年）、青山学院大学法学部教授（1999年-2019年）。

## 略歴
早稲田大学法学部卒業後、同大学大学院法学研究科修士課程を経て、早稲田大学大学院法学研究科博士課程単位取得満期退学。兵庫教育大学助手、国士舘大学法学部助教授、同教授を経て、青山学院大学法学部教授。青山学院大学法学部法学科主任、大学院法学研究科公法専攻主任。

## 主要著作

### 著書（共著）
- - 守山正、後藤弘子 編『ビギナーズ少年法』（初版）成文堂、2005年10月。ISBN 4-7923-1697-9。
  - （第2版）2008年5月、ISBN 978-4-7923-1804-8
  - （第2版補訂版）2009年3月、ISBN 978-4-7923-1817-8
  - （第3版）2017年10月、ISBN 978-4-7923-5209-7
  - （第3版補訂版）2022年5月、ISBN 978-4-7923-5365-0
  - （第3版補訂第2版）2023年5月、ISBN 978-4-7923-5392-6

### 論文
- 「少年事件報道」（前野育三先生古稀祝賀論文集刊行委員会 編『刑事政策学の体系―前野育三先生古稀祝賀論文集―』法律文化社、2008年4月、188-213頁。ISBN 978-4-589-03086-3。）
- 「放火罪の既遂時期」（西田典之、山口厚、佐伯仁志 編『刑法判例百選 II 各論』（第6版）有斐閣、2008年3月、166–167頁。ISBN 978-4-641-11490-6。）
- 「被逮捕者留置の性質について」（國士舘大学法学会 編『法と社会（下）〈國士舘法學第21号〉』敬文堂、1990年3月、45-73頁。）

### 書評
- 「BOOK REVIEW『社会のなかの刑事司法と犯罪者』（菊田幸一、西村春夫、宮澤節夫編、日本評論社、2007年9月）」『自由と正義』第59巻第6号、日本弁護士連合会、2008年6月、161頁。